# VH1 Storytellers: Johnny Cash & Willie Nelson
VH1 Storytellers es un álbum en vivo por los cantantes Johnny Cash y Willie Nelson lanzado en 1998 bajo el sello American Recordings y producido por Rick Rubin (dueño de la disquera). El CD consta de canciones hechas por el dúo anteriormente cantadas por los respectivos cantantes.

## Canciones
1. (Ghost) Riders in the Sky – 6:13
(Stan Jones)
2. Worried Man – 3:48
(Cash y June Carter Cash)
3. Family Bible – 3:20
(Walt Breeland, Paul Buskirk y Claude Gray)
4. Don't Take Your Guns to Town – 4:42
(Cash)
5. Funny How Time Slips Away – 3:59
(Nelson)
6. Flesh and Blood – 2:42
(Cash)
7. Crazy – 2:23
(Nelson)
8. Unchained – 2:43
(Johnstone)
9. Night Life – 3:43
(Breeland, Buskirk y Nelson)
10. Drive On – 2:23
(Cash)
11. Me and Paul – 3:11
(Nelson)
12. I Still Miss Someone – 3:13
(Cash y Roy Cash)
13. Always on My Mind - 4:05
(Johnny Christopher, Mark James y Wayne Carson Thompson)
14. Folsom Prison Blues – 3:40
(Cash)
15. On the Road Again – 1:32
(Nelson)

## Personal
- Johnny Cash - Vocalista, Guitarra y Producer
- Willie Nelson - Vocalista y Guitarra

### Personal adicional
- Rick Rubin - Productor y Mezclas
- Sean Murphy - Productor
- Bill Flanagan - Productor Ejecutivo
- Michael Simon - Director
- Koji Egawa - Asistente Técnico y Asistente de Mezclas
- Randy Ezratty - Mezclas
- Al Schmitt -Mezclas
- Paul Cohen - Masterización
- Stephen Marcussen - Masterización
- David Coleman - Dirección de arte, Diseño y Artista
- Wayne Wilkins - Dirección de arte y Artista
- Marc Bryan-Brown - Fotografía
- Bruce Gillmer - Supervisador del Proyecto
- Wayne Isaak - Músico ejecutivo
- Sean Kelly - Coordinación